# Allen Shields
Allen Shields   (Nova York, 7 de maig de 1927 - Ann Arbor, 16 de setembre de 1989) va ser un matemàtic estatunidenc.

## Vida i obra
Shields va ser fill d'un matrimoni de periodistes comunistes. Va estudiar al City College de Nova York, tot i que va interrompre els estudis per fer el servei militar a Alemanya, poc després d'acabada la Segona Guerra Mundial. En graduar-se, el 1949, va començar estudis de post-grau al Massachusetts Institute of Technology, en el qual ve rebre el doctorat el 1952 amb una tesi sobre les propietats additives dels nombres reals, dirigida per Witold Hurewicz.
A continuació va ser professor de la universitat Tulane fins al 1956 quan va ser nomenat professor de la universitat de Michigan a Ann Arbor. El 1988 li va ser diagnosticat un càncer del qual va morir l'any següent.
Shields va publicar una vuitantena de treballs científics obre diversos temes com teoria de la mesura, anàlisi complexa, anàlisi funcional o teoria d'operadors. També va dirigir una trentena de tesis doctorals, entre les quals té el dubtós honor d'haver dirigit la de Theodore Kaczynski, el famós terrorista conegut com Unabomber.